# Diana Sandler
Diana Sandler (geboren am 27. Dezember 1969 in Dnipropetrowsk, Ukrainische Sozialistische Sowjetrepublik) ist die Gründerin und Vorsitzende der Jüdischen Gemeinde im Landkreis Barnim. Seit 2005 ist sie außerdem die Antisemitismusbeauftragte des Landesverbandes der Jüdischen Gemeinden Land Brandenburg. Sie setzt sich für die Zusammenarbeit von Juden und Muslimen ein.

## Leben
Diana Sandler kam als jüdische Zuwanderin 1995 nach Deutschland. Seit 2007 hat sie die deutsche Staatsangehörigkeit. Sie hat verschiedene Ausbildungen und Weiterbildungen durchlaufen, u. a. als Sozialbetriebswirtin an der FH Erfurt (2010–2012), als sozialpädagogische Fachkraft und 2010 als „Führungskraft für die Gestaltung des praktischen jüdischen Lebens in der Diaspora“ in der Trägerschaft der Ronald S. Lauder Foundation und dem Zentralrat der Juden in Deutschland. Sie engagiert sich seit 1997 in der jüdischen Gemeinde im Landkreis Barnim und ist in leitender Funktion in verschiedenen Vereinen und Netzwerken im Land Brandenburg aktiv, die sich im engeren oder weiteren Sinn mit Zuwanderung beschäftigen. Sie arbeitet mit Menschen verschiedener Herkunft und mit unterschiedlichem Glauben zusammen und setzt sich für ein friedliches Zusammenleben besonders zwischen Juden und Muslimen ein.
Sie ist verheiratet und Mutter dreier Kinder.

## Wirken
Im Jahr 1997 gründete sie die Jüdische Gemeinde Landkreis Barnim e. V., deren Vorsitzende sie auch ist.
Seit 2005 ist sie Beauftragte gegen Antisemitismus und Beauftragte für den Dialog mit den Religionsgemeinschaften im Land Brandenburg von Seiten des Landesverbandes der Jüdischen Gemeinden Land Brandenburg.
Zusätzlich ist sie seit 2012 Vorsitzende des Migrations- und Integrationsrat Land Brandenburg (MIR) e.V., welcher sich als Dachverband der Migrantenorganisationen im Land sieht. Sie ist auch als stellvertretende Vorsitzende neben Péter Vida im Beirat für Migration und Integration des Landkreises Barnim sowie als Vertreterin des Landesverbands der Jüdischen Gemeinden Mitglied im Landesintegrationsbeirat des Landes Brandenburg tätig. Seit 2016 ist sie Geschäftsführerin des vom Zentralrat der Juden initiierten Projektes Jumu – Juden und Muslime, das die Zusammenarbeit in der interreligiösen Dialog- und Sozialarbeit fördert. Das Projekt wurde 2019 von Bundespräsident Frank-Walter Steinmeier mit dem Förderpreis der Deutschen Nationalstiftung ausgezeichnet. Im mehrfach vom Land Brandenburg ausgezeichneten Integrationsverein für Zuwanderer des Landkreises Barnim e.V. (DIAMANT) engagiert sie sich als Geschäftsführerin und Schatzmeisterin für die Integration. Seit 2007 arbeitet sie mit der Jüdischen Gemeinde Landkreis Barnim e.V. im Zentrum gegen Antisemitismus, Rassismus und Ausländerfeindlichkeit, das zusammen mit 56 Kooperationspartnern entsprechenden Formen der Ausgrenzungen und Anfeindungen entgegenwirkt und 2018 im Wettbewerb „Aktiv für Demokratie und Toleranz“ ausgezeichnet wurde.
2014 war sie Kandidatin für den Kreistag in Bernau für die Partei BVB/Freie Wähler.
Diana Sandler ist als Beauftragte für den Kampf gegen Antisemitismus, für Antidiskriminierung und interreligiösen Dialog Mitglied im Team des Bundesverbands russischsprachiger Eltern. Sie ist Initiatorin der Bundesallianz der Migrantenorganisationen gegen Antisemitismus und Menschenfeindlichkeit.

## Auszeichnung
Das Land Brandenburg zeichnete Dina Sandler 2005 für ihr „herausragendes ehrenamtliches Engagement beim Aufbau und der Stärkung jüdischen Lebens sowie der Förderung von Begegnung und Verständigung zwischen jüdischer und nichtjüdischer Bevölkerung“ aus.

## Antisemitischer Angriff
Am 9. November 2010 wurden Diana Sandler und ihr Sohn auf dem Weg zu einer Gedenkveranstaltung anlässlich der Reichspogromnacht von unbekannten Tätern mit „Juden raus“ beschimpft und tätlich angegriffen. Zuvor war es in der Nähe ihrer Wohnung mehrfach zu Hakenkreuzschmierereien gekommen. Einzelne Mitglieder der jüdischen Gemeinde im Landkreis Barnim waren immer wieder Ziel von Anfeindungen und Übergriffen.